# Natalie Mahowald
Natalie M. Mahowald (* 1963) ist eine US-amerikanische Erdsystemwissenschaftlerin. Sie ist Irving-Porter-Church-Professorin für Engineering Earth and Atmospheric Sciences am College of Agriculture and Life Sciences/College of Engineering der Cornell University. Sie gilt als ausgewiesene Expertin für die Wechselwirkungen von Aerosolen, die Biogeochemie und für den Klimawandel.

## Leben
Mahowald schloss 1988 als Bachelor in Physik und Deutsch ihr Studium an der Washington University in St. Louis ab, als Master of Science in Politik natürlicher Ressourcen graduierte sie an der University of Michigan und 1996 promovierte sie zum Doktor in Meteorologie am MIT. Sie arbeitete zudem in der Beratung über Luftverschmutzung und studierte vor ihrer Promotion in Deutschland. Sie arbeitete als Postdoc an der Universität Stockholm, bevor sie an die University of California, Santa Barbara wechselte. Danach wechselte sie zum National Center of Atmospheric Research, bevor sie 2007 Mitglied der Fakultät an der Cornell University wurde.
Im Jahr 2013 erhielt Mahowald in der Kategorie Naturwissenschaften im Fachgebiet Geowissenschaft eine Guggenheim-Fellowship. Die Verbesserung des Verständnisses der Wechselwirkungen zwischen Aerosolen und dem Kohlenstoffkreislauf ist der Schwerpunkt von Mahowalds Guggenheim-Fellowship.

## Wirken
Der Schwerpunkt von Mahowalds Arbeit liegt im Bereich natürlicher Rückkopplungen im Klimasystem (vgl. Klimasensitivität), wie diese in der Vergangenheit auf natürliche Klimafaktoren reagiert haben und wie sie wahrscheinlich in der Zukunft reagieren werden. Ein Großteil ihrer Arbeit konzentriert sich auf mineralische Aerosole, die ein anschauliches Beispiel für einen Erdsystemprozess darstellen, da sie einerseits auf das Klima reagieren und es zugleich zur Veränderung zwingen. Sie hat sich auch mit Feuer, dem Kohlenstoffkreislauf und zuletzt mit dem Verständnis des natürlichen Methan- und Lachgasausstoßes beschäftigt.
Eines der ihre Arbeit durchziehenden Themen ist das Zusammenspiel verschiedener Komponenten des Erdsystems und wie sie das Klima verändern. Ein Beispiel ist ihr in der Fachzeitschrift Science erschienener Beitrag, in dem Wechselwirkungen im Aerosol-Kohlenstoff-Kreislauf (Biogeochemie) als ein wesentlicher Klimafaktor identifiziert wurden: Menschliche Aktivitäten führen sowohl zum Ausstoß von Treibhausgasen wie Kohlendioxid oder Methan als auch von Aerosolen (Kleinstpartikel, die zu Dunst führen) und anderen Gase, die für die menschliche Gesundheit schädlich sind und die Luftqualität beeinträchtigen. Seit einigen Jahrzehnten sind die abkühlende Wirkung anthropogener Aerosole auf das Klima und ihren Beitrag zum Ausgleich der durch Treibhausgasausstoß verursachten Erderwärmung bekannt. Mahowald weist in ihrem Beitrag darauf hin, dass der Einfluss anthropogener Aerosole auf den Kohlenstoffkreislauf die Kohlendioxidkonzentrationen um bis zu 50 ppm (Kohlendioxid hat in den letzten 100 Jahren um 100 ppm zugenommen) verringert und durch diesen Mechanismus auch den Kohlendioxidausstoß ausgeglichen haben. Da Aerosole zu einer schlechten Luftqualität führen, können sie Menschen krank machen oder sogar zum frühen Tod führen. Mit steigendem Reichtum von Staaten, sollten diese den Aerosolausstoß daher verringern. Ein Nachteil davon ist jedoch, dass dadurch der ausgleichende Effekt auf den Klimawandel ausbleibt und somit mehr Kohlendioxid in der Atmosphäre verbleibt.
Mahowald hat sich zudem mit dem Thema Eisendüngung befasst. Ein weiteres Thema, an dem sie gearbeitet hat, ist HNLC.
Sie ist eine der Verfasserinnen des Sonderbericht 1,5 °C globale Erwärmung des IPCC.

## Veröffentlichungen (Auswahl)
- T. D. Jickells, Z. S. An, K. K. Andersen, A. R. Baker, G. Bergametti, N. Brooks, ... und H. Kawahata: Global iron connections between desert dust, ocean biogeochemistry, and climate. In: Science. Band 308, Nr. 5718, 2005, S. 67–71.
- N. M. Mahowald, A. R. Baker, G. Bergametti, N. Brooks, R. A. Duce, T. D. Jickells, ... und I. Tegen: Atmospheric global dust cycle and iron inputs to the ocean. In: Global biogeochemical cycles. Band 19, Nr. 4, 2005.
- J. F. Lamarque, T. C. Bond, V. Eyring, C. Granier, A. Heil, Z. Klimont, ... und M. G. Schultz: Historical (1850–2000) gridded anthropogenic and biomass burning emissions of reactive gases and aerosols: methodology and application. In: Atmospheric Chemistry and Physics. Band 10, Nr. 15, 2010, S. 7017–7039.
- N. Mahowald: Aerosol indirect effect on biogeochemical cycles and climate. In: Science. Band 334, Nr. 6057, 2011, S. 794–796, doi:10.1126/science.1207374
- Daniel S. Ward, Natalie M. Mahowald und Silvia Kloster: Potential Climate Forcing of Land Use and Land Cover Change. In: Atmospheric Chemistry and Physics. Band 14, 2014.